# Гірничо-геометричний графік
Гірничо-геометри́чний гра́фік (рос. графики горно-геометрические, англ. mining-geometrical graphs, нім. bergbaugeometrische Diagramme n pl) — креслення у вигляді плану, розрізу, кривої, яке характеризує гірничо-геометричні умови, розміщення корисних копалин у надрах, розміщення їх показників, взаємозв'язок між ними. В сукупності ці графіки складають графічну модель родовища (покладу), яку застосвують для його геометризації.
За характером модельованих показників розрізнюють графіки структурні — моделюють розміри, форму, будову і положення покладів у надрах і якісні — моделюють геомеханічні показники гірського масиву, розміщення, вміст корисних і шкідливих компонентів, баластних домішок, взаємозв'язок між якісними показниками, а також деякі процеси в надрах (поширення температури, водовиділення тощо).